# Матвєєвське (Шар'їнський район)
Матвєєвське (рос. Матвеевское) — село в Шар'їнському районі Костромської області Російської Федерації.
Населення становить 20 осіб. Входить до складу муніципального утворення Шангське сільське поселення.

## Історія
Від 2007 року входить до складу муніципального утворення Шангське сільське поселення.

## Населення
| 2008 | 2010 | 2014 |
| ---- | ---- | ---- |
| 25   | ↘0   | ↗20  |